# Alcázar de Segovia
El Alcázar de Segovia, que data de principios del siglo XII, es uno de los castillos medievales más famosos del mundo y uno de los monumentos más visitados de España. En su milenaria existencia, el Alcázar ha sido castro romano, fortaleza medieval, palacio real, custodio del tesoro real, prisión de estado, Real Colegio de Artillería y Archivo General Militar. Por sus estancias han pasado veintidós reyes, además de algunos de los personajes más destacados de la historia. Su imponente perfil se levanta, majestuoso, sobre el valle del Eresma y es símbolo de la Ciudad vieja de Segovia, declarada Patrimonio Mundial de la Unesco en 1985.
Fue la primera residencia de los Reyes de Castilla ya que al menos desde 1135, dos siglos antes del palacio de Tordesillas o el Alcázar de Sevilla, la familia real castellana tenía aposentos en el Alcázar conocidos como el «Palacio Mayor». Su traza refleja el esplendor de la corte durante el medievo, y sus muros han sido testigos de batallas, intrigas palaciegas, bodas reales y sucesos asombrosos.
En la torre vieja, la del Homenaje, se custodiaba el tesoro de la Corona de Castilla, de donde salieron los fondos para financiar, entre otras empresas, el primer viaje de Cristóbal Colón y el descubrimiento de América. En 1437 los libros de la administración real llegaron al Alcázar, creando uno de los primeros archivos reales de Castilla, que luego fueron el germen de lo que es hoy el Archivo general de Simancas. El Alcázar también albergaba la sede de la armería regia, que hoy en día se exhibe en la Real Armería de Madrid.
La fortificación tiene fundamentos romanos, probablemente restos de un antiguo castro, y en la base de su muralla hay estelas funerarias reutilizadas.Aunque la verdadera historia del Alcázar comienza con la Reconquista, cuya evolución coincide con la del castillo, si bien con importantes remodelaciones posteriores, como la techumbre de pizarra que mandó hacer Felipe II y que convierte al Alcázar de Segovia en el castillo «más europeo» de la península, siendo uno de los ejemplos más notables de fortaleza militar y un caso único en la historia de la arquitectura española y europea, castillo y palacio real, cual su apelativo indica: "alcáçar", con el que ya se le conoce en 1135, reinando Alfonso VII el emperador.
Su contorno esbelto y elegante inspiró a Walt Disney para el castillo de Blancanieves y los siete enanitos (1937), considerada el primer filme de animación de la historia del cine. Orson Welles lo utilizó en Campanadas a medianoche (1965).
Fernando Chueca Goitia lo definió como «proa de Castilla y solar de su monarquía», y el coronel de Artillería Eduardo de Oliver-Copóns dejó escrito en 1916 que el Alcázar es «el modelo perfecto de los fantásticos castillos descritos en sus romances de viajes por los ingeniosos trovadores que errantes cruzaban todas las comarcas en busca de la dama digna, por sus perfecciones, de ocupar su pensamiento y enamorar su corazón, para a los pies del amurallado recinto donde se encerraba, cantar sus trovas y tañer sus cítaras».

## Historia

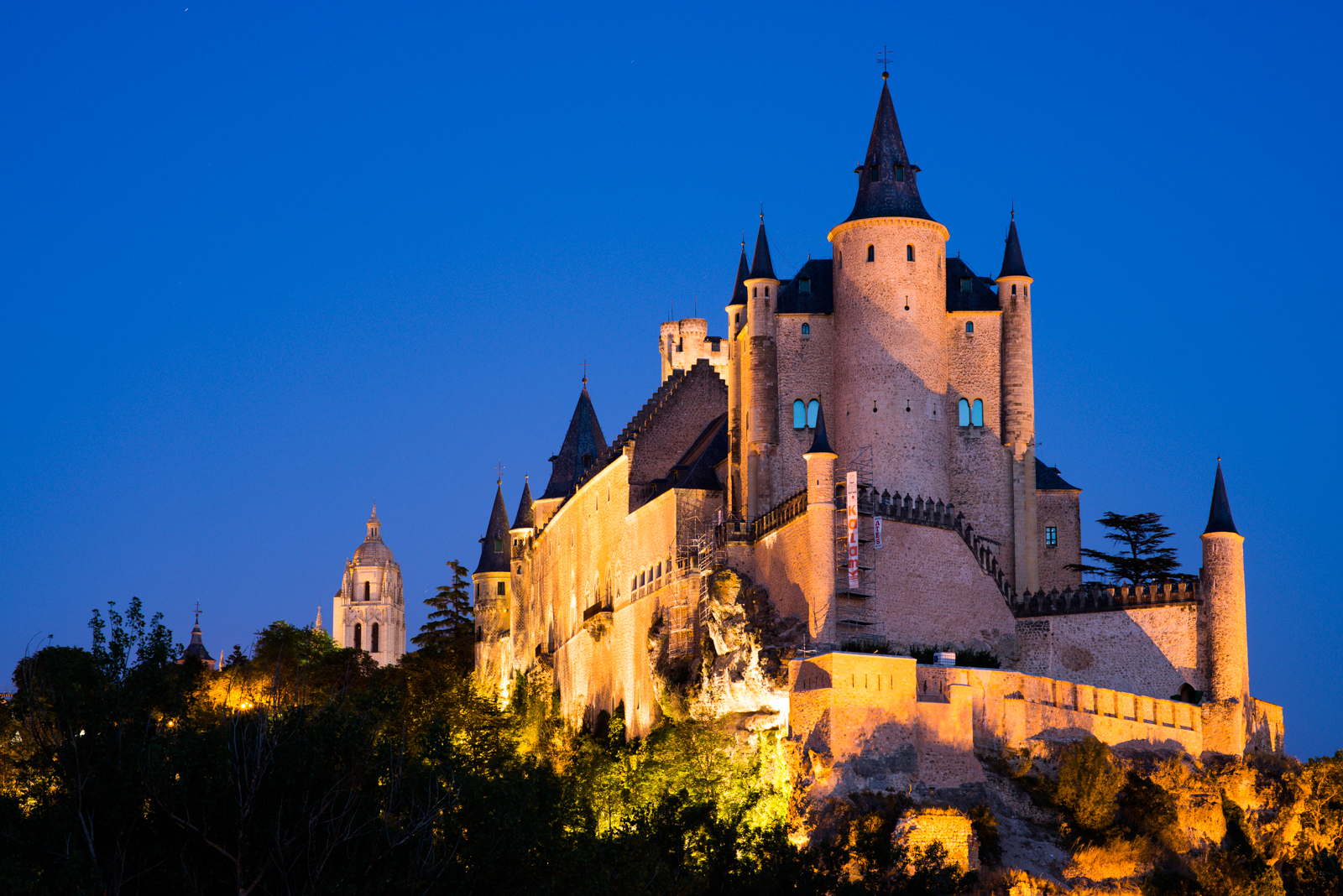
Vista del alcázar de noche

### Segovia entre elsigloVa.C.y elsigloXId.C.
Los restos más antiguos hallados en el lugar son unos sillares de granito similares a los del acueducto romano, lo que hace suponer que en tiempos de la dominación romana de la ciudad ya hubo de haber un castro o fortificación. Sobre los restos de este, el alcázar fue erigido como fortaleza. 

### El Alcázar durante los primeros siglos del medievo (1125-1369)
La primera noticia documental que se conserva del edificio data del año 1125, poco después de que Alfonso VI de León reconquistase la ciudad, aunque no es hasta 1155 cuando aparece citado con la denominación de alcázar, en una carta custodiada en el archivo de la catedral.
Fue residencia del rey Alfonso VIII. En 1258, reinando Alfonso X, se hundió el palacio cuando el rey se encontraba en su interior. Este núcleo más antiguo corresponde con la sala de armas. Fue numerosas veces restaurado y ampliado, posiblemente desde Alfonso X hasta Felipe II. A este último se debe su aspecto actual, su silueta lo hace único entre los castillos españoles.

### Palacio real de los Trastámara (1369-1516)

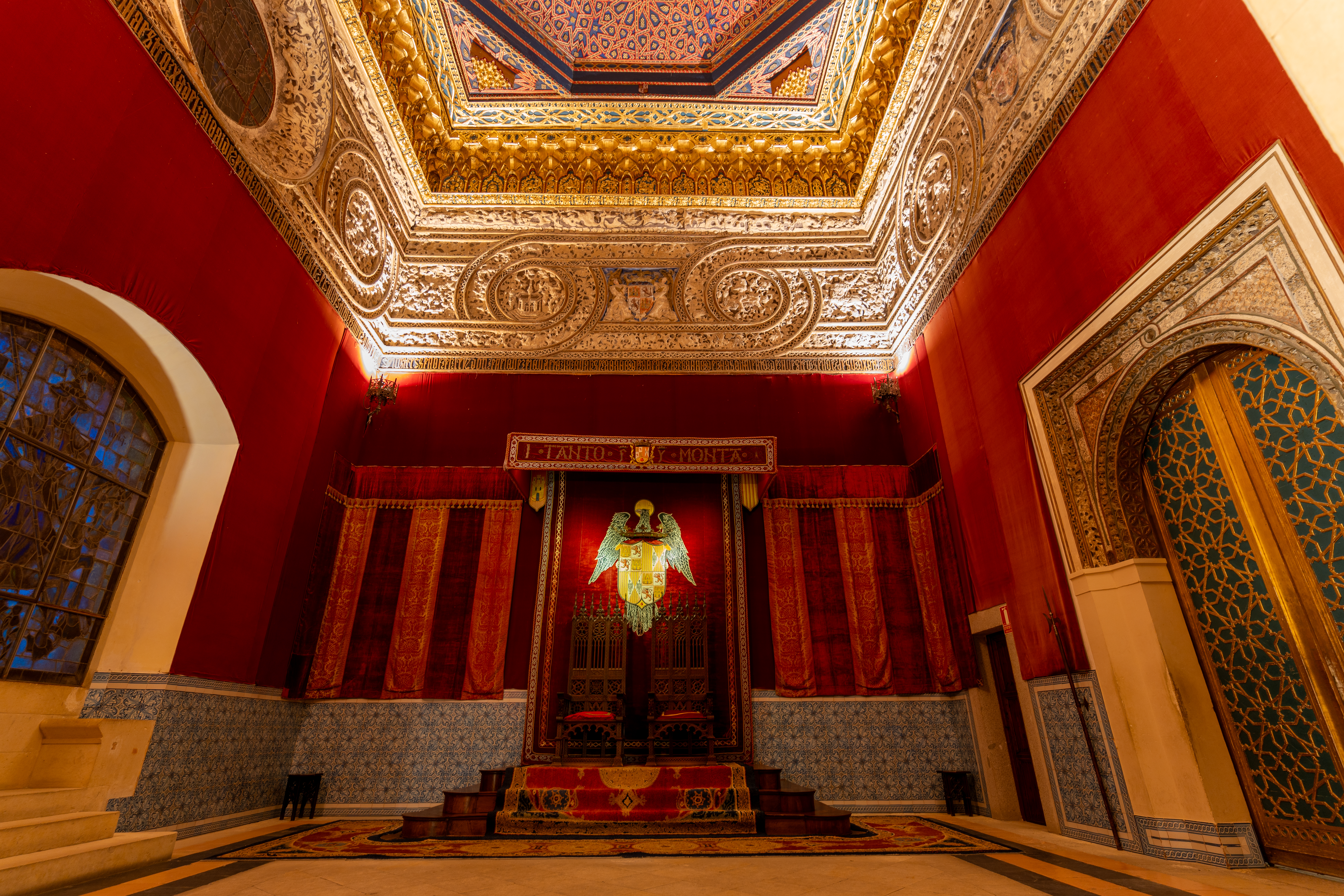
Sala del Trono o del Solio, corresponde a la ampliación realizada por Enrique IV de Trastámara en el

En la Edad Media, por su seguridad como por la proximidad de zonas de caza, el Alcázar se convirtió en una de las residencias favoritas de los Reyes de Castilla. El rey Alfonso X el Sabio convocó Cortes en 1256, las primeras que tuvieron lugar en el Alcázar, manteniéndose la Corte ahí hasta el reinado de los Reyes Católicos. Las actuaciones de remodelación, ampliación y decoración del Alcázar, que se iniciaron con Catalina de Lancaster en 1412 y que alcanzarían su apogeo durante el reinado de Enrique IV.
El Alcázar había pasado de su estricta función militar, a ser un gran edificio institucional donde se custodiaba el tesoro regio, el archivo del reino y la armería real. Este cambio tomará forma en la decoración de diversas estancias. Por lo que atañe al archivo, fueron Juan II y Enrique IV quienes, en verdad, comenzaron de forma sistemática la tarea de salvaguardar la documentación histórica. Consta que, en 1437, Juan II ordenaba trasladar al Alcázar diversos registros «al mi archivo de la cibdad de Segovia», lo que supone la existencia de uno de los primeros archivos reales de Castilla.

### El Alcázar y los primeros monarcas de la casa de Austria (1516-1621)

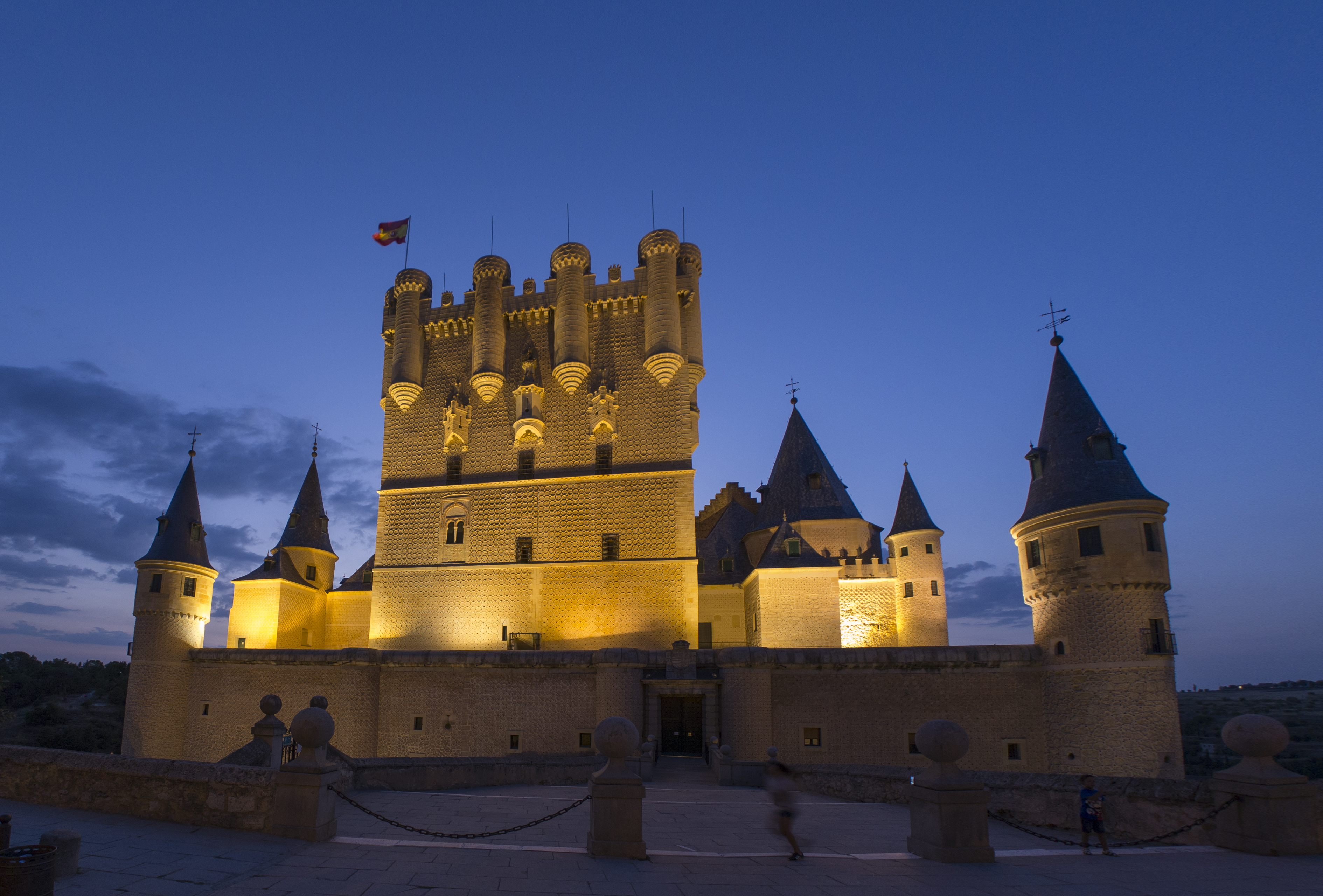
Torre de Juan II vista desde la plaza de la Reina Victoria Eugenia que da acceso al edificio

La Casa de Austria (1516-1621) apenas utilizará el edificio. No obstante, aún tendrá un papel relevante en dos momentos: la Guerra de las Comunidades (1520-21) y la boda de Felipe II con Ana de Austria (1570).

### El Alcázar en los siglosXVII,XVIIIyXIX(1621-1862)

#### Prisión de estado

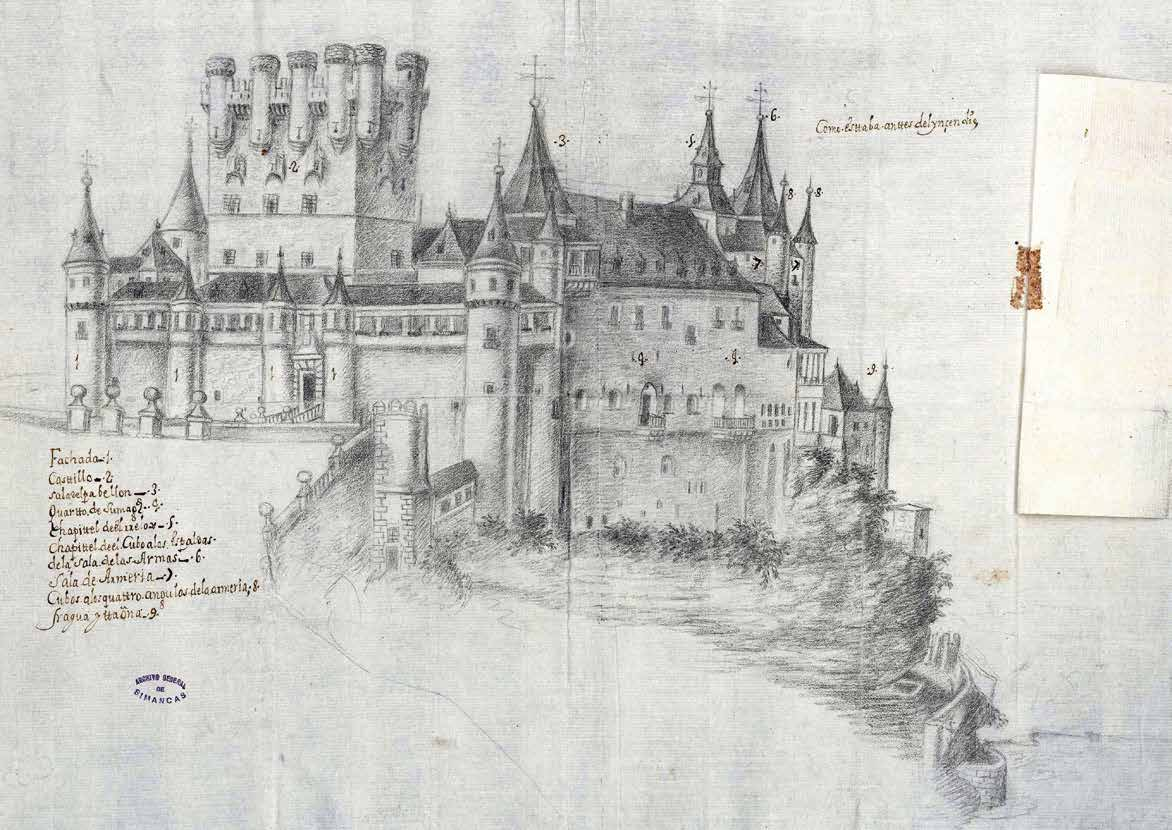
Pintura del castillo en 1681

Desde el medievo el Alcázar había servido ocasionalmente como prisión para personajes ilustres, pero desde las primeras décadas del siglo XVII la fortaleza asumió de un modo permanente la función de prisión de estado, al igual que la Bastilla, en Francia, o la Torre de Londres, en Inglaterra.
En sus estrechas y frías prisiones pasaron días penosos nobles caídos en desgracia como Don Álvaro de Luna y otros imaginarios como Don Torcuato de El Delincuente Honrado de Jovellanos, una función que desempeñó hasta el siglo XX, cuando el gobierno republicano encarceló allí al general Berenguer, en 1931, a causa de su intervención, siendo presidente del Consejo de Ministros, durante los últimos meses de la Monarquía, contra el fracasado pronunciamiento de Jaca.
Durante los reinados de Felipe IV y Carlos II, últimos monarcas de la casa de Austria, muchos personajes de importancia política pasaron por sus celdas. El de mayor significación fue sin duda Francisco de Guzmán y Zúñiga, marqués de Ayamonte, detenido en 1644 por participar en la conspiración del duque de Medina Sidonia, fue ejecutado en Segovia cuatro años después. Otro preso notable fue el noble francés Enrique de Lorena, duque de Guisa, que fue encerrado en 1648 tras su participación en la insurrección de Sicilia y obtuvo su libertad cinco años después.
Entre los presos más pintorescos que pasaron por el Alcázar se encuentra el italiano Vincenzo Lupati, encerrado en 1636 por haber estafado a la corona ofreciendo convertir cualquier metal en oro y que finalmente fue ejecutado. También se puede mencionar a María Mancini, sobrina del cardenal Mazzarino y esposa del noble italiano Lorenzo Colonna, que en 1680 pasó varios meses en la fortaleza después de abandonar a su marido y negarse a volver con él.
Otro preso de importancia fue el barón de Montigny, hermano del conde de Horn, detenido y encarcelado en el Alcázar en septiembre de 1567 por su participación en una conjura en Madrid. Aunque hubo varios intentos de liberarlo, finalmente fue trasladado al castillo de Simancas y ejecutado en octubre de 1568. Otros presos famosos del Alcázar incluyen los condes de Triviño y de Miranda, así como el príncipe don Carlos.

#### Real Colegio de Artillería (1764-1862)
En 1762 Carlos III fundó en Segovia el Real Colegio de Artillería, cuyo primer director fue el conde Félix Gazzola. El Colegió quedó instalado el 16 de mayo de 1764 y permaneció en el Alcázar, con leves paréntesis. Este centro docente se convirtió muy pronto en un referente, y el mejor y más perfecto exponente de la enseñanza militar ilustrada.
En febrero de 1792, como un gabinete más del centro docente artillero, se inauguró un gran laboratorio de química en un edificio muy próximo al Alcázar (Casa de la Química). Al frente del laboratorio se incorporó el científico mejor pagado de la Ilustración Española, el químico Louis Proust, quien solicitó una infraestructura, aparataje y medios tales que él mismo, en su lección de apertura del Laboratorio, lo definió como «el mejor de Europa» en su género.
El objetivo de la puesta en marcha de este laboratorio era completar el plan de estudios de los Cadetes con un gabinete en el que se les facilitara el estudio de la historia natural y de la química, especialmente de la metalúrgica. En este laboratorio realizó el químico francés sus investigaciones, cerrando la formulación de la Ley de las Proporciones Definidas.

### En la época moderna (1862-actualidad)

#### El incendio de 1862

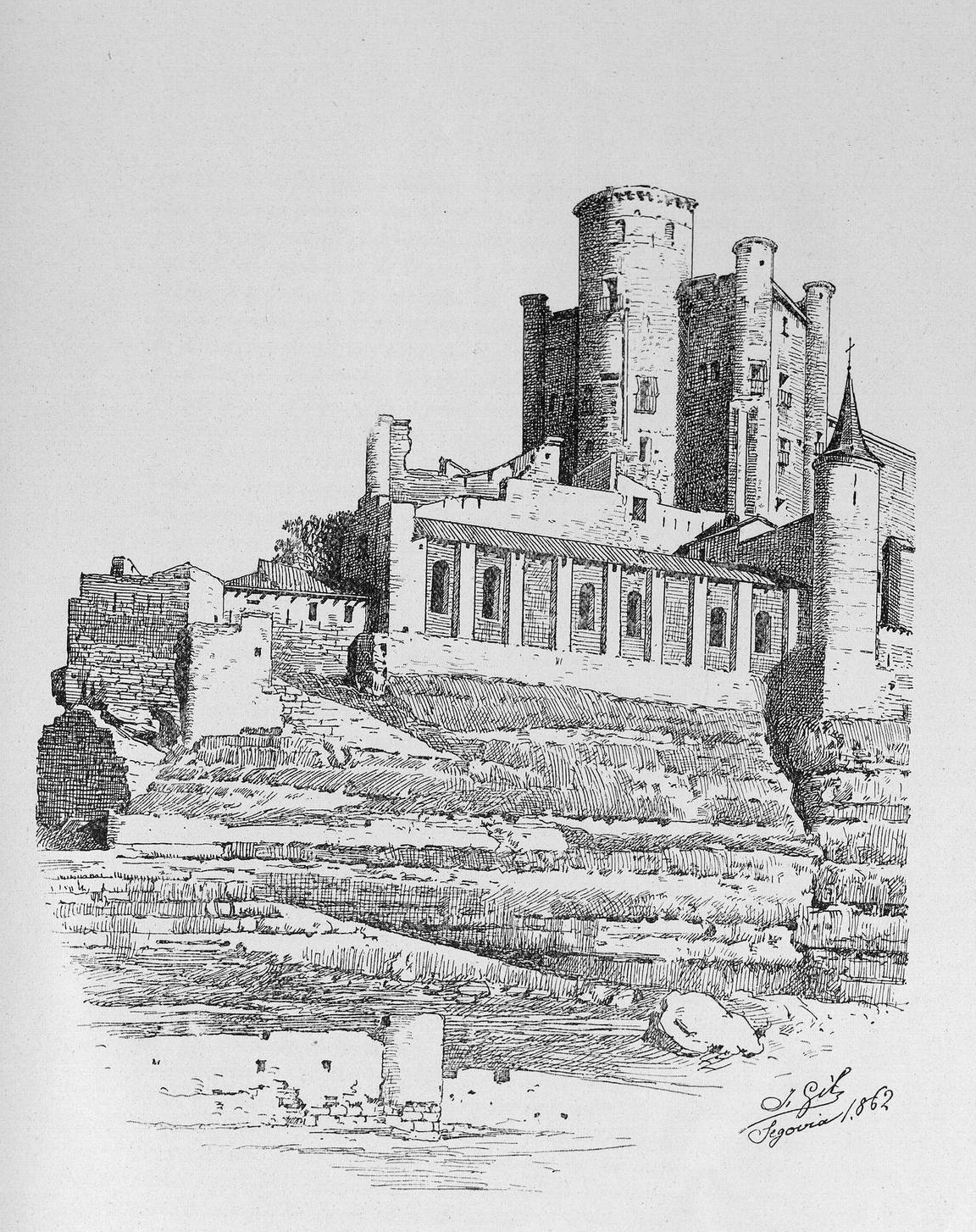
Vista del alcázar tras el incendio de 1862 en una ilustración de Isidro Gil

En 1862, un incendio destruyó las suntuosas techumbres de las salas nobles, que pudieron ser reconstruidas fielmente con posterioridad, gracias a la existencia de grabados realizados por José María Avrial y Flores en 1839.
En 1898 se instaló en la primera planta del edificio el Archivo General Militar, que actualmente continúa en el Alcázar.
En 1931 fue declarado monumento histórico artístico. 
El Alcázar también fue utilizado como prisión durante la Segunda República, cuando el gobierno republicano encarceló allí al general Berenguer en 1931 a causa de su intervención durante los últimos meses de la Monarquía del Alfonso XIII

#### Creación del Patronato del Alcázar
Por Decreto de 18 de enero de 1951 se crea el Patronato del Alcázar de Segovia con la misión de regular la utilización del edificio y sus anexos en beneficio del acervo cultural; velar por la conservación, entretenimiento y protección artística del monumento; y fomentar que el público pueda disfrutar de un museo del Alcázar de Segovia que sea un archivo de recuerdos para conservar la memoria de su triple aspecto de Alcázar Regio, Recinto Militar y Real Colegio de Artillería.

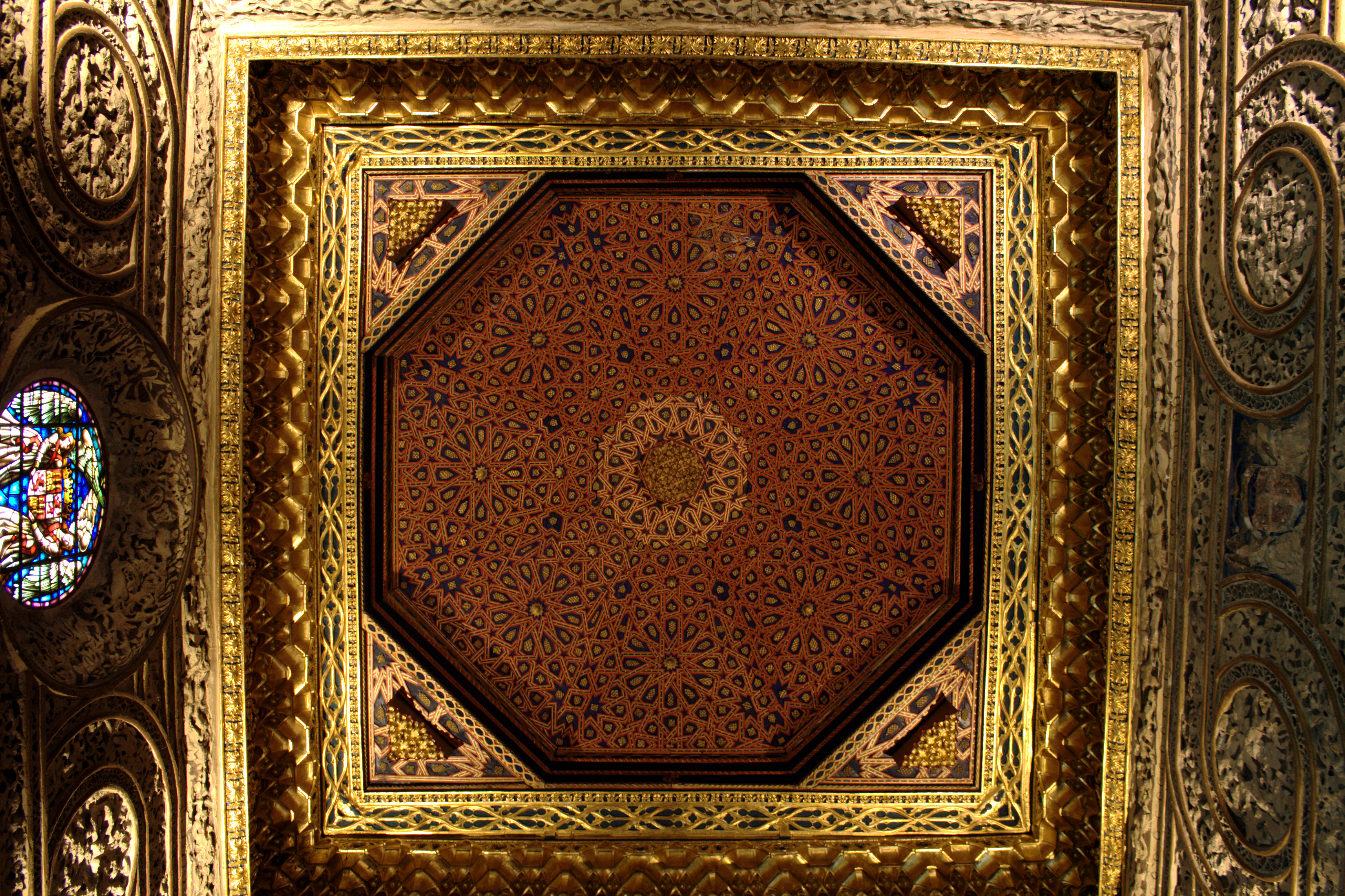
Artesonado mudéjar.

#### Último acto oficial como monarca de Juan Carlos I
El acto conmemorativo del 250.º del Real Colegio de Artillería, celebrado en el Alcázar de Segovia el 16 de mayo de 2014, estuvo presidido por el rey Juan Carlos I, siendo el último acto oficial al que asistió, antes de anunciar su abdicación.

#### En la actualidad
Actualmente, el Alcázar de Segovia es considerado uno de los castillos más espectaculares del mundo. Su arquitectura única, su ubicación estratégica y su rica historia lo hacen verdaderamente inolvidable. Su gestión es un ejemplo único en materia de difusión y conservación del patrimonio histórico y artístico, con la ventaja de que las visitas generan los ingresos suficientes como para garantizar el mantenimiento, la seguridad y la salvaguarda de un legado histórico que impresiona.

## Descripción

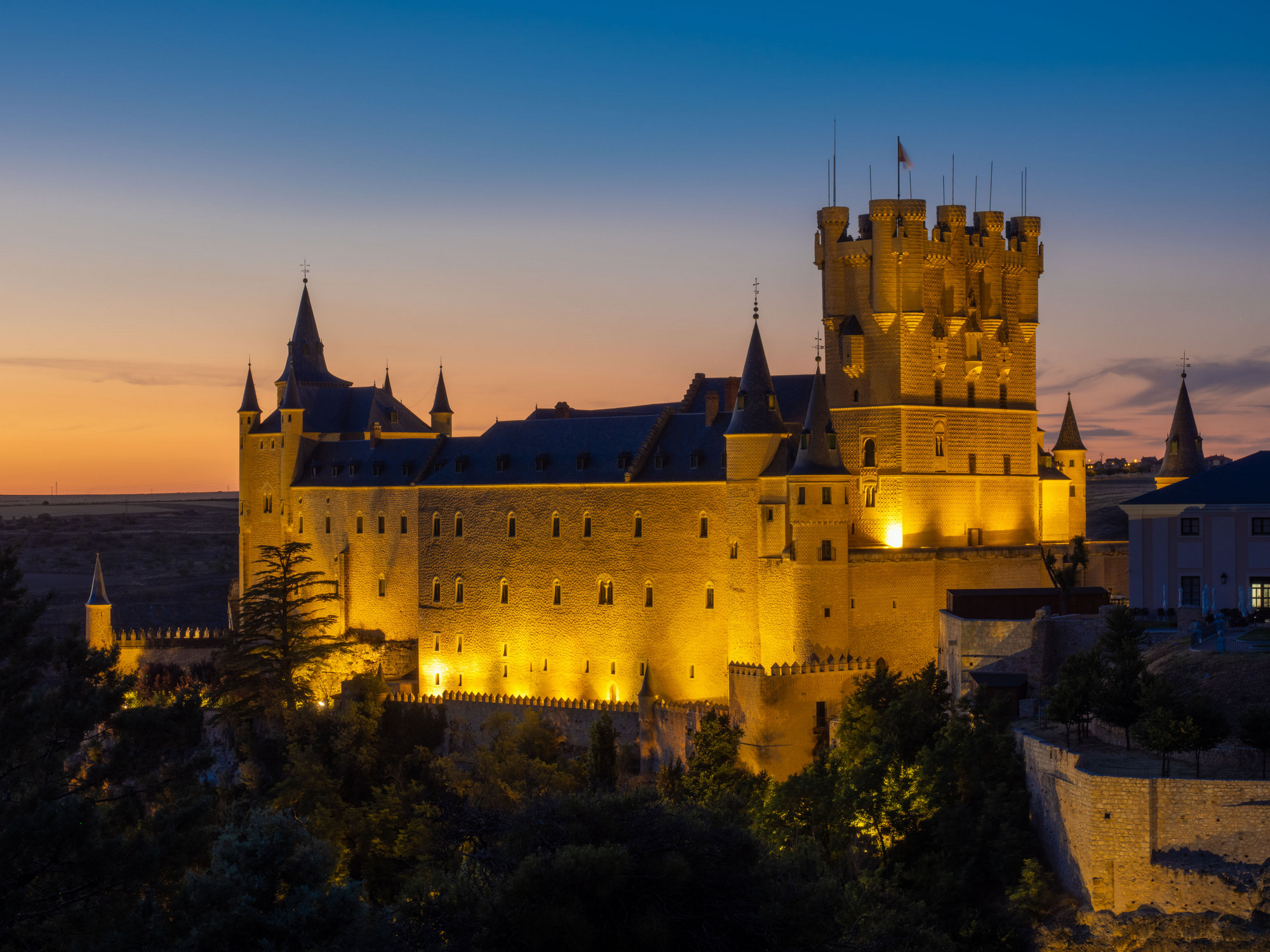
Vista nocturna del castillo

La distribución del castillo se divide en dos áreas: la exterior, con un patio herreriano, foso, puente levadizo y la torre del homenaje, y las dependencias interiores que incluyen una capilla y varias salas nobles (sala del Trono, de la Galera, de las Piñas, de los Reyes y otras) que pueden visitarse en la actualidad.
Su planta es muy irregular y se adapta al cerro sobre el que se levanta. Destaca la muy bella torre del homenaje, cuadrada con cinco torreones, estancia cubierta de cañón apuntado y ventanales geminados. Fue levantada siendo rey Juan II y en un principio sirvió de sala de armas.
En el interior, los salones y estancias fueron decorados con gran lujo y belleza por pintores y artistas mudéjares. 

### El esgrafiado de su fachada
Los registros históricos más antiguos de la técnica del esgrafiado en Segovia se asocian con el Alcázar, datando de la época del siglo XIV. Esta técnica, aplicada en la fachada del Alcázar, se caracteriza por la inclusión de piezas negras en las intersecciones de patrones geométricos, lo cual trasciende su función puramente estética. La inclusión del elemento conocido como «moco de pavo» o «escoria de herrero» constituye un aspecto notable de esta técnica, generando interés y preguntas frecuentes entre los visitantes del castillo. 
Este elemento, un pequeño punto negro visible en la fachada, desempeña un papel fundamental en la preservación de la decoración. Compuesta por una mezcla de hierro y carbón con una textura porosa, la escoria de herrero se integra deliberadamente en las fachadas para fortalecer el esgrafiado. Su capacidad para absorber humedad, formando gotas que eventualmente caen, explica su nombre popular y es crucial para prevenir la disolución de la cal por la humedad, evitando así la degradación de la decoración.
Resulta interesante que la expresión «esto no es moco de pavo» parece tener su origen en este contexto arquitectónico, subrayando la relevancia de elementos que, pese a parecer insignificantes, son fundamentales para la integridad y estética de las fachadas esgrafiadas.

### Torre de Juan II
La torre de Juan II fue construida entre 1440 y 1465 y es considerada un gran ejemplo de la arquitectura gótico-civil española.
Esta torre fue empleada como prisión de Estado, al igual la Bastilla o la Torre de Londres y fue un símbolo de la potestad absoluta de la monarquía hispánica, con una singular nómina de ilustres presos, que fueron recluidos en el recinto más protegido y seguro de la fortaleza. 
Se asienta sobre una torre anterior del siglo XIII de la que se conserva un ventanal mudéjar de influencia almohade. Sus impresionantes 80 metros de altura se dividen en tres pisos gracias a tres líneas de impostas.
Está decorada exteriormente con motivos circulares esgrafiados y rematada con almenas, algunas de ellas decoradas con los escudos de Castilla. 
Se puede acceder a la parte superior tras subir 152 escalones por una escalera de caracol. Las espectaculares vistas de 360° de la ciudad y su entorno natural que se pueden disfrutar desde lo alto, hacen que el esfuerzo merezca la pena: Una bellísima vista de la ciudad vieja de Segovia, el Santuario de la Fuencisla, construido junto a unas peñas en la parte baja de la ciudad; el cementerio judío, conservado junto al antiguo barrio judío; la Iglesia de La Vera Cruz, una antigua iglesia templaria de inusual planta dodecagonal; el Monasterio de El Parral y los barrios de San Marcos y Zamarramala.

### La Galería o Terraza de Moros

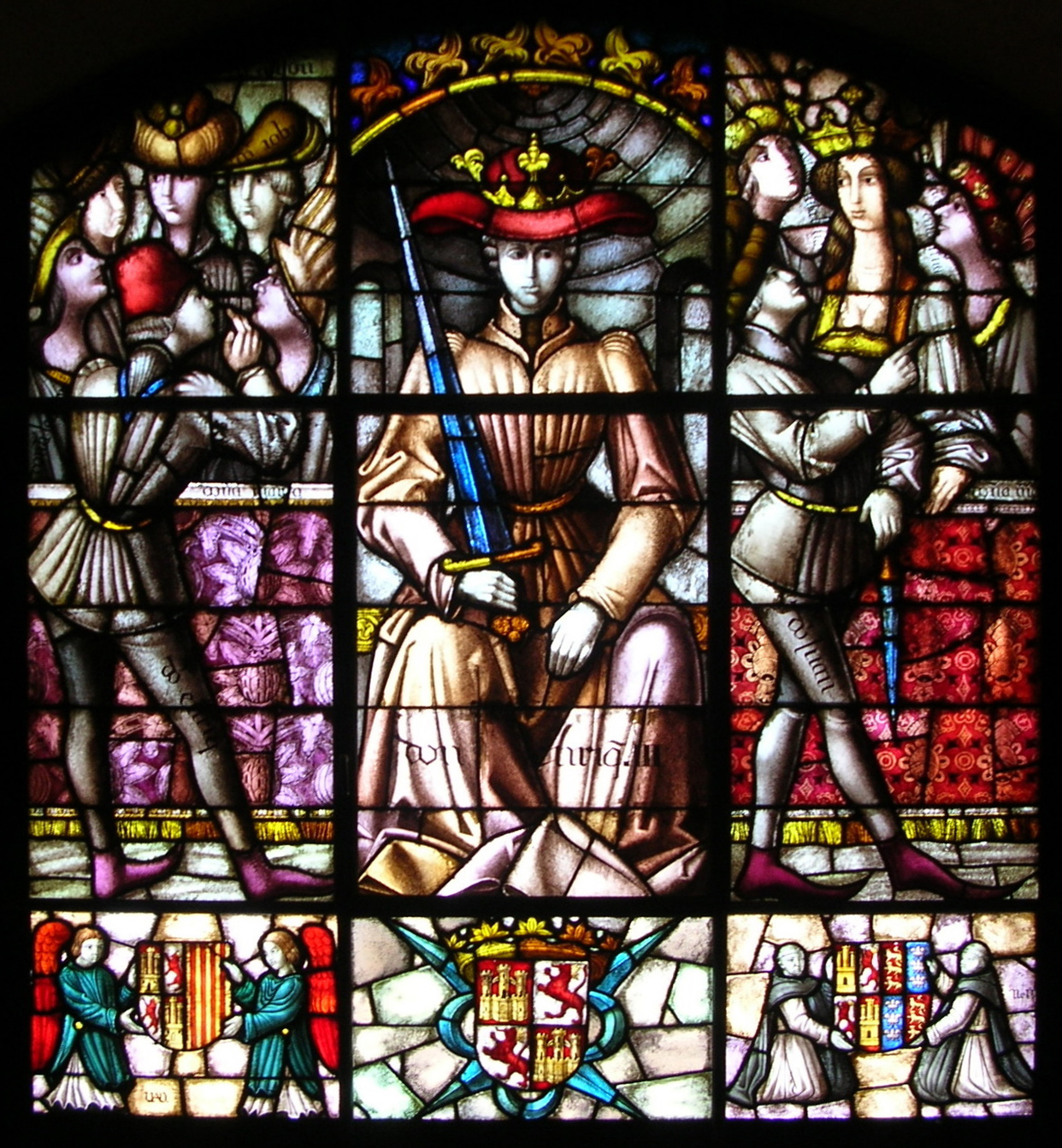
Vidriera con el rey Enrique IV de Trastamara.

Sirviendo como de zócalo a la fachada del Alcázar, se extiende a lo largo de todo el frente, una terraza amurallada: es la Galería o Terraza de Moros, así llamada porque sobre ella hacía centinela la guardia mora de Enrique IV. 
Hasta el incendio de 1862 estaba cubierta por una amplia techumbre de pizarra -como aparece en los grabados de época romántica-que, si añadía gracia al conjunto, restaba esbeltez a la gran torre.

### El foso y la entrada al castillo
Para acceder al castillo, es necesario cruzar un foso defensivo de 26 metros de profundidad. Este foso, que siempre fue seco, antiguamente se cruzaba mediante un puente levadizo, pero ahora se atraviesa mediante un puente de piedra construido durante el reinado de Felipe II y una pasarela de hierro.
El foso es de origen natural y fue excavado a lo largo de los siglos, utilizando las piedras extraídas para la construcción del castillo. En el fondo del foso, a una profundidad de 23 metros, todavía se pueden ver algunos sillares a medio labrar que nunca llegaron a utilizarse.
La cárcava del foso, que debió tener su origen en un corte natural de la roca, fue ampliada por Enrique IV y luego de nuevo durante las obras de remodelación del castillo promovidas por Felipe II. En tiempos de Enrique IV, se utilizaba para guardar osos y se aprovechaba para la extracción de piedra para la construcción de las defensas del castillo. 
A la izquierda del foso, en el extremo sur de la cárcava, se puede ver una parte de la misma con la morfología que debió tener en tiempos de Enrique IV y que no fue ampliada durante la reforma de Felipe II.

### Huerta del Rey
La Huerta del Rey, también conocida como Parque Norte del Alcázar de Segovia, es un espacio histórico y natural ubicado entre las rocas en las que se asienta el Alcázar y el río Eresma, lleva el nombre de Huerta del Rey en recuerdo de su pasado como lugar de cultivo que abastecía a la Corte Real instalada en el Alcázar de Segovia. Se le considera el primer jardín romántico español. En la actualidad, pese a estar cerrado al público, es un espacio verde que conserva vestigios de su historia y que sigue siendo parte fundamental -y protegida- del paisaje de la ciudad. 

### Estancias interiores

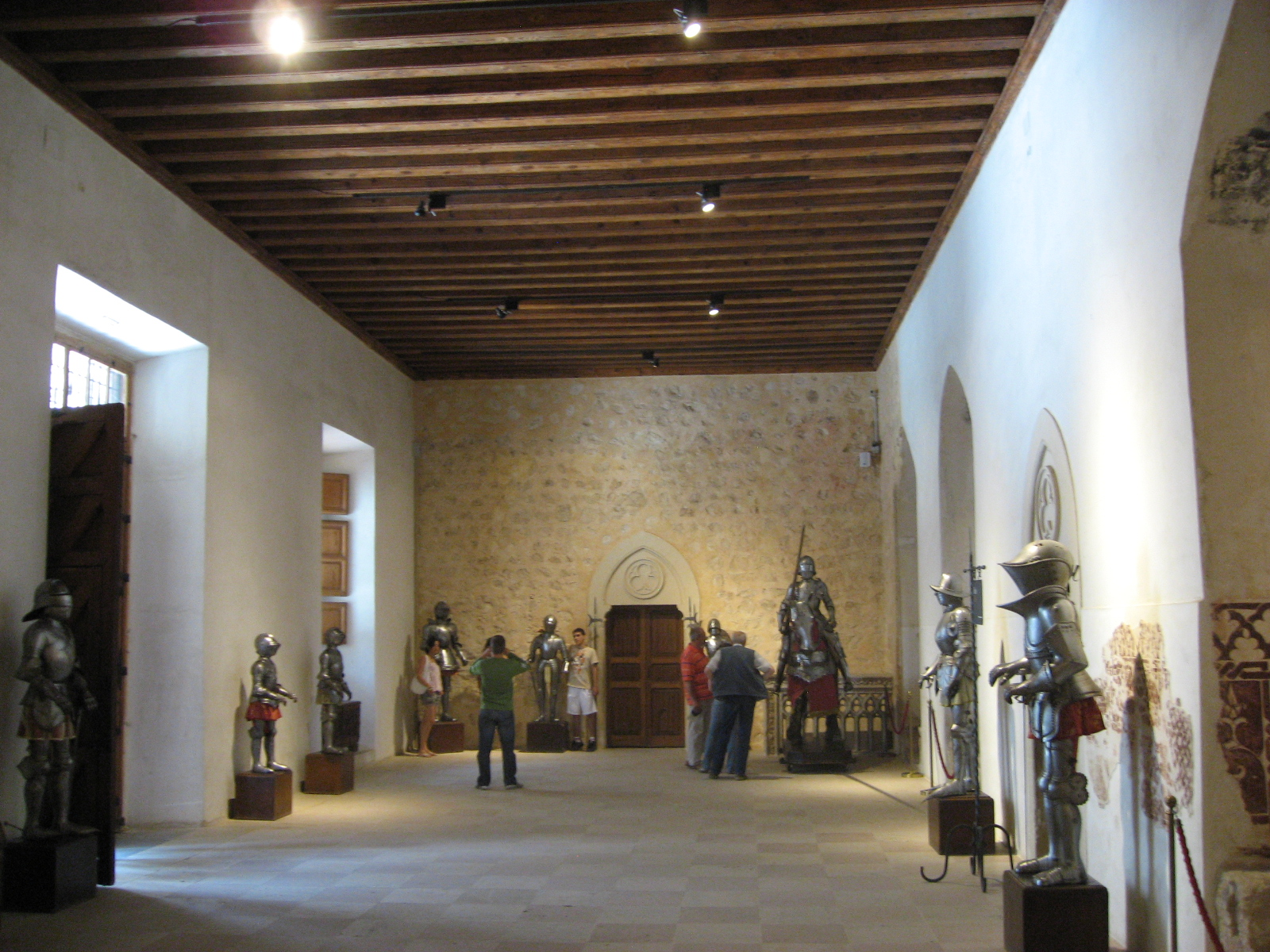
Sala del Palacio Viejo

#### Sala de Ajimeces o del Palacio Viejo
Esta fue la sala principal del antiguo Alcázar: un gran espacio rectangular que constituía la sala principal del llamado Palacio Mayor de la vieja residencia de la dinastía de los Borgoña, escenario de las celebraciones festivas de la corte. 
Es una de las más antiguas del Alcázar, remontándose su comienzo al siglo XII con el rey Alfonso VIII. Esta sala es, por tanto, una de las que se corresponden con el primitivo Alcázar.
Tiene su entrada desde el patio de armas y debe su nombre a las cuatro ventanas dobles o ajimeces que antes de las reformas efectuadas por Enrique IV recaían al exterior del Eresma en tiempos del rey Alfonso VIII. En arquitectura se conoce como ventana geminada o ajimez a la ventana que se compone de dos arcos idénticos enlazados por una columnilla o pilar denominada parteluz. Dichas ventanas se abrían entonces a una terraza que, cubierta luego, se convirtió en la Sala de la Galera. Las ventanas que aquí se pueden encontrar son de las conocidas también como festejadores pues en ellas se sentaban los prometidos a conversar.
Las ventanas disponen en sus zócalos de curiosas pinturas mudéjares que representan grandes aves, semejantes a avestruces y algunos restos de pinturas mudéjares de color rojo sobre fondo blanco, conocidas como lacerías. Estas pinturas son testimonio de la organización original de la estancia y del gusto de los monarcas castellanos por la ornamentación islámica. 
Actualmente alberga, además, una impresionante composición de caballos y caballeros, enjaezados y armados para torneo con magníficas armaduras de acero, así como otras variadas armaduras de distinto tipo y repartidas por sala, cedidas todas ellas por la Fundación Lázaro Galdiano.

##### Lacerías
Los zócalos de estilo mudéjar situados entre las ventanas, conocidos como lacerías, son una de las manifestaciones más destacadas de la tradición islámica en la pintura en Segovia. Son parte de la decoración original del Palacio Viejo y de restos de pinturas encontrados en una reforma efectuada en la Casa de Argila, una vivienda del siglo XIII del cercano barrio de las Canonjías.
Estas pinturas se caracterizan por la técnica de fresco y por la utilización de un tono rojizo como base, obtenido a partir de un óxido de hierro conocido como almagre.
Las lacerías se realizaron entre los siglos XII y XIV y fueron conocidas en la documentación bajomedieval como «pintura de lo morisco» o «pintura de echar cintas». Su origen se remonta al califato cordobés y continuaron siendo utilizadas de forma menos destacada en los siglos XVI y XVII.

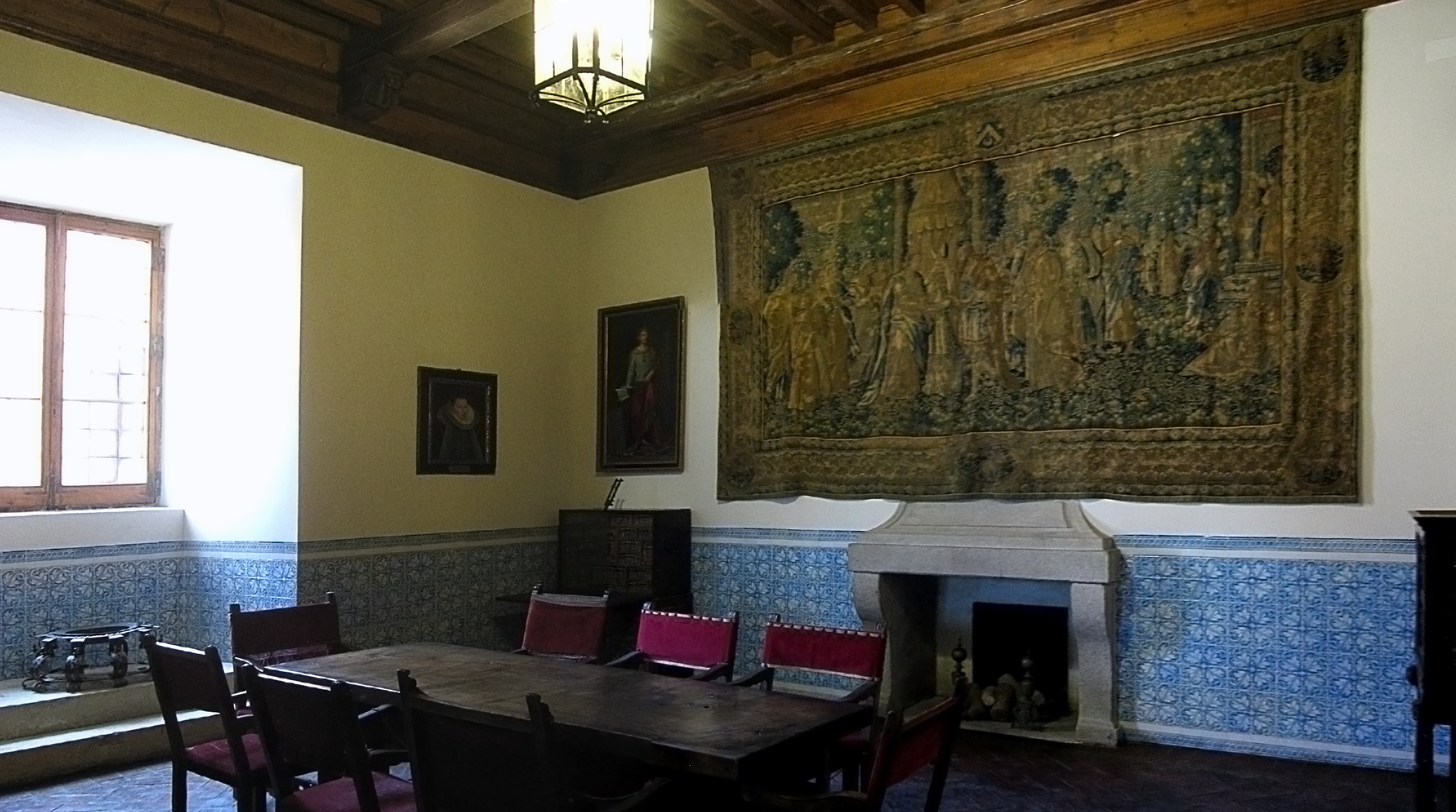
Sala de la Chimenea

#### Sala de la Chimenea
Corresponde a la ordenación del alcázar en tiempos de Felipe II. El mobiliario es del siglo XVI. En las paredes se pueden contemplar un retrato de Felipe II y otro de Felipe III, un tapiz flamenco del siglo XVI con el tema de los desposorios de Nuestra Señora y una curiosa representación donde se puede contemplar el aspecto del alcázar anterior a la reforma de las techumbres y donde se puede ver, asimismo, la antigua catedral de Santa María que se encontraba emplazada en la actual plazuela del alcázar.

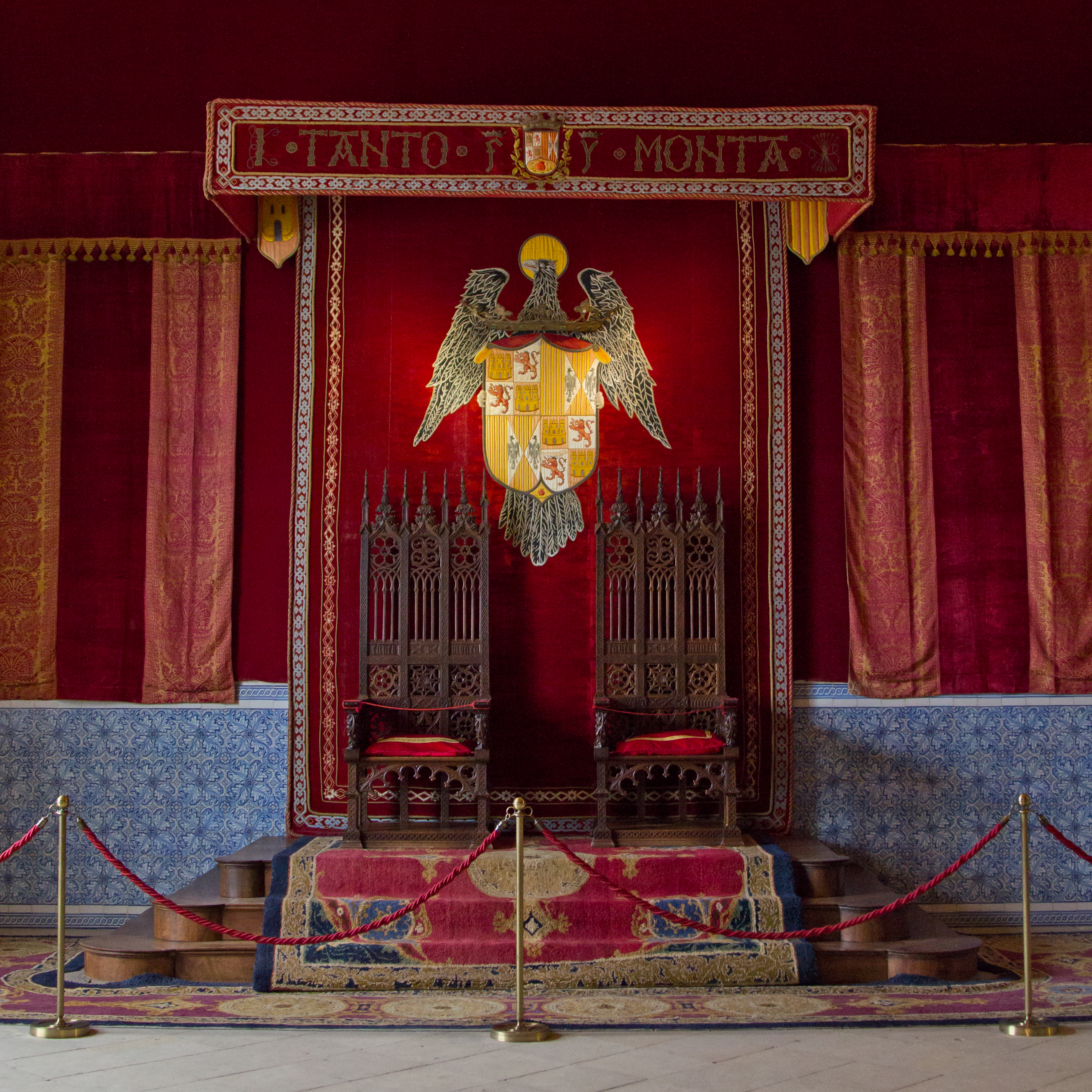
Sala del Trono

#### Sala del Trono o del Solio
La portada que comunica con la Sala de la Chimenea conserva intacta su decoración mudéjar original. Cubre la estancia una armadura ochavada, similar a la destruida por el incendio, que fue labrada en 1456. Por debajo se encuentra un ancho friso de yeso que mantiene su decoración original a pesar de los estragos del incendio.
Los tronos bajo dosel con el blasón de los Reyes Católicos y su divisa «Tanto monta» son obra de principios de siglo. En las paredes se encuentran los retratos de los mismos reyes, que forman parte de la iconografía de reyes encargada por la reina Isabel II. El retrato de la reina Isabel está firmado por Madrazo y el de don Fernando por Montañés.
La vidriera del ventanal representa a Enrique IV de Castilla y es obra del artista segoviano Carlos Muñoz de Pablos, también autor de las vidrieras que se pueden contemplar en las demás salas.

#### Sala de la Galera o Sala de Embajadores

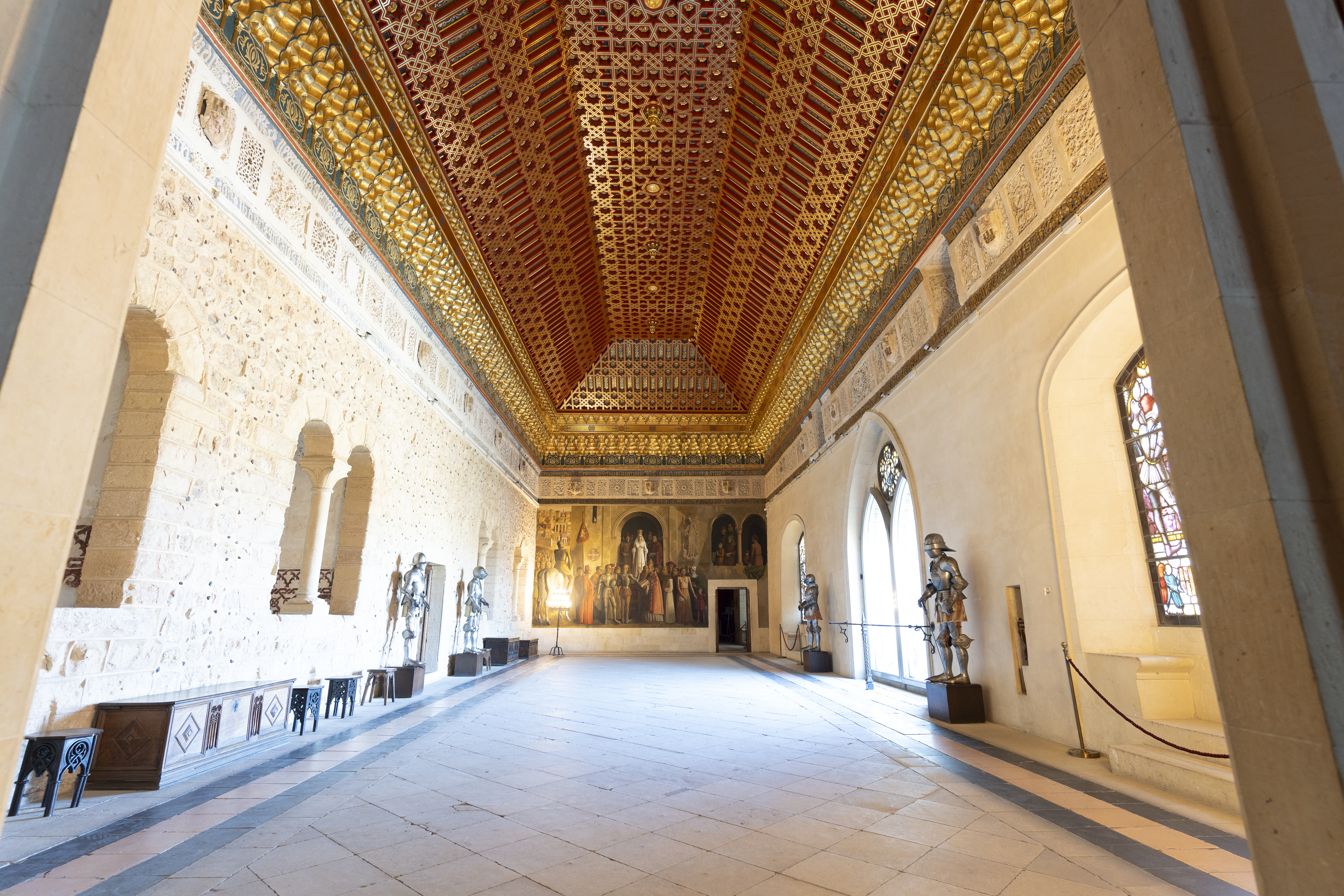
Sala de la Galera con el Mural de la Proclamación de Isabel la Católica al fondo

Recibe su nombre del antiguo artesonado que tenía la forma de casco de barco invertido. 
La sala fue construida por la reina Catalina de Lancáster en 1412, durante la minoría de su hijo Juan II de Castilla. El friso es mudéjar de yeserías con una doble inscripción: la superior con una oración eucarística y la inferior con datos sobre la ejecución de la sala.
Originalmente, se llamaba Sala de Embajadores y era el lugar en el que los invitados esperaban para tener audiencia con la realeza.
Según las crónicas y los viajeros, era la sala más hermosa del Alcázar y se encontraba cubierta por «la más espléndida armadura del palacio», de madera dorada y policromada, de factura muy similar a la que luce la capilla mayor de la iglesia conventual de Santa Clara de Tordesillas. 
Desaparecida la techumbre, durante el incendio del 6 de marzo de 1862, el Patronato del Alcázar llevó a cabo la reconstrucción de esta, en el año 2000, sobre la base de los dibujos realizados por Avrial veinticinco años antes de su desaparición. La armadura, de cinco paños, apeinazada, con limas moamares y ejecutada en madera de cedro, fue construida por el carpintero vallisoletano Juan Givaja auxiliado por un nutrido grupo de artesanos, según proyecto del arquitecto Merino de Cáceres.
Apoya en un arrocabe de mocárabes y cintas, y el dorado del conjunto requirió un total de cuatro kilos de oro, aplicado en finísimos panes, dentro de una paciente y minuciosa labor de artesanos y especialistas, a lo largo de varios meses. El friso inferior es la única parte original del conjunto, superviviente del incendio.
En el muro sur se puede contemplar la conformación de la fachada norte del Palacio Viejo, ahora Sala de Ajimeces, antes de adosársela la crujía de la galera.
En los ventanales se encuentran dos vidrieras de Muñoz de Pablos que representan a Enrique II el de las Mercedes, fundador de la dinastía de Trastámara, rama bastarda de la casa de Borgoña, y a Enrique III el Doliente, nieto del anterior. Además, aparece el asesinato de Pedro el Cruel por parte de su hermanastro Enrique II y la muerte del hijo de Enrique II a consecuencia de una caída de caballo. Estas vidrieras están basadas en miniaturas realizadas por Hernando de Ávila en el siglo XVI, cuyos originales se conservan en el Monasterio de El Escorial.

##### El mural de Carlos Muñoz de Pablos 'La proclamación de la reina Isabel'

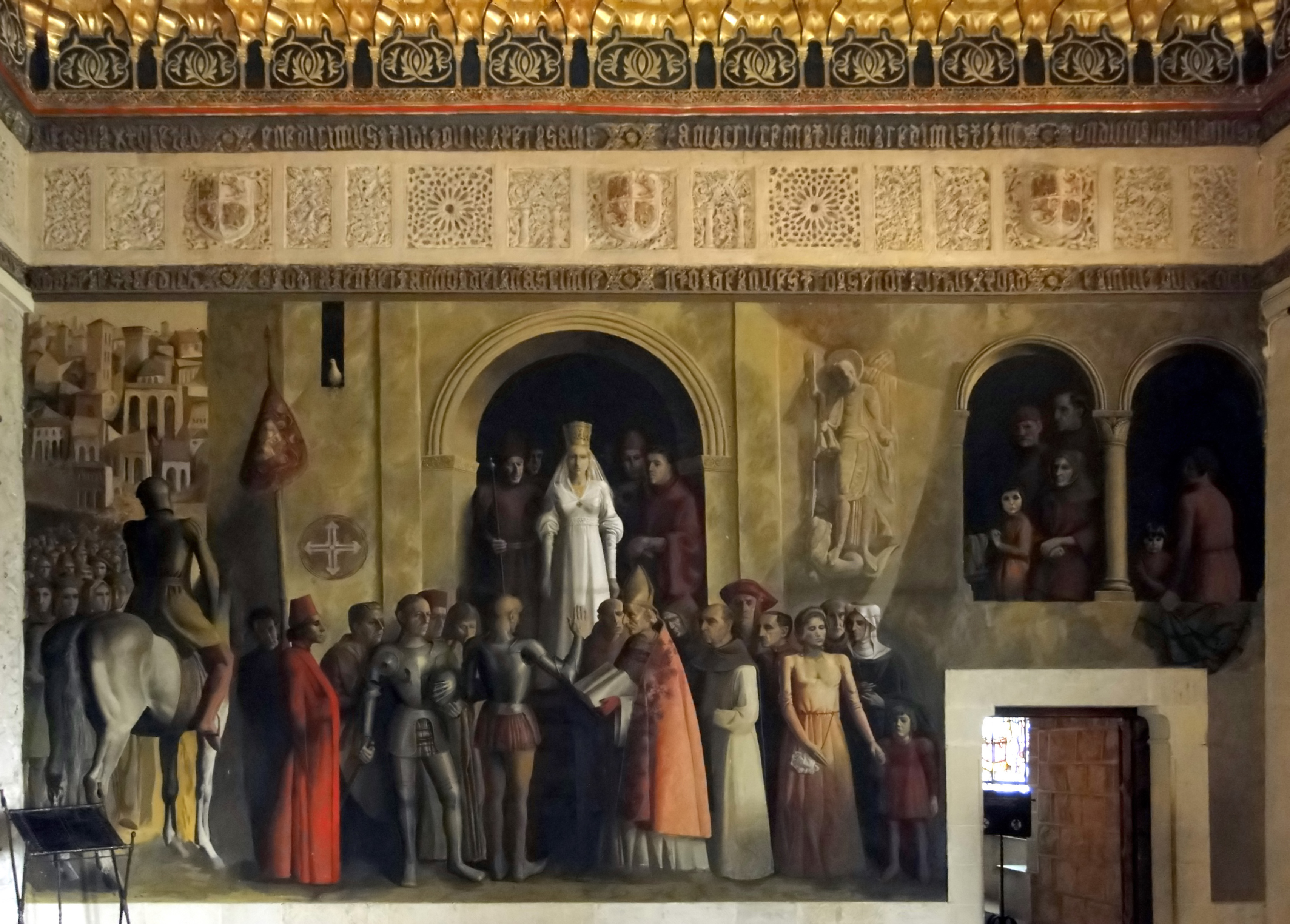
Mural de la Proclamación de la Reina Isabel.

Uno de los muros está decorado con una pintura, obra del mencionado Muñoz de Pablos. que representa la proclamación de la reina Isabel la Católica como reina de Castilla y de León en el atrio de la antigua iglesia de San Miguel de Segovia, un momento clave en la historia de España. El mural muestra a Isabel la Católica de pie, rodeada por personajes importantes de la época. El color blanco del vestido de Isabel el que acentúa su protagonismo en la obra. 
El artista español prestó especial atención a la representación de los personajes y a la integración del mural en el ambiente de la sala de la galera del Alcázar de Segovia. Además, Muñoz de Pablos incluyó retratos de algunos de los descendientes de los caballeros que participaron en la proclamación de Isabel, lo que le da un toque personal y único a la obra. También enfatiza la participación de la nobleza y los poderes fácticos en la proclamación de Isabel como reina. De esta manera, Muñoz de Pablos incluyó en el mural a personajes como Juan de Contreras y López de Ayala (marqués de Lozoya), el cronista Mariano Grau, el militar Francisco Sintes Obrador y el militar Enrique de Ocerín y García. También incluyó al ayudante del artista, Vicente Llorente, y al hermano del artista, Ángel Muñoz de Pablos. Además de amigos y conocidos, Muñoz de Pablos retrató a su esposa, Eulalia Ruiz, y a su hija Carla, que aparecen asomadas a una galería en el extremo derecho del mural. 
Muñoz de Pablos invita a fijar la atención en algunos detalles, como un estandarte de la nobleza, objeto que estuvo presente en la proclamación y que hoy custodia la iglesia de San Martín; el relieve de la figura de San Miguel que luce la fachada de esta iglesia; la cruz que refleja la consagración de este templo o una paloma que aparece posada en un pequeño ventanal.

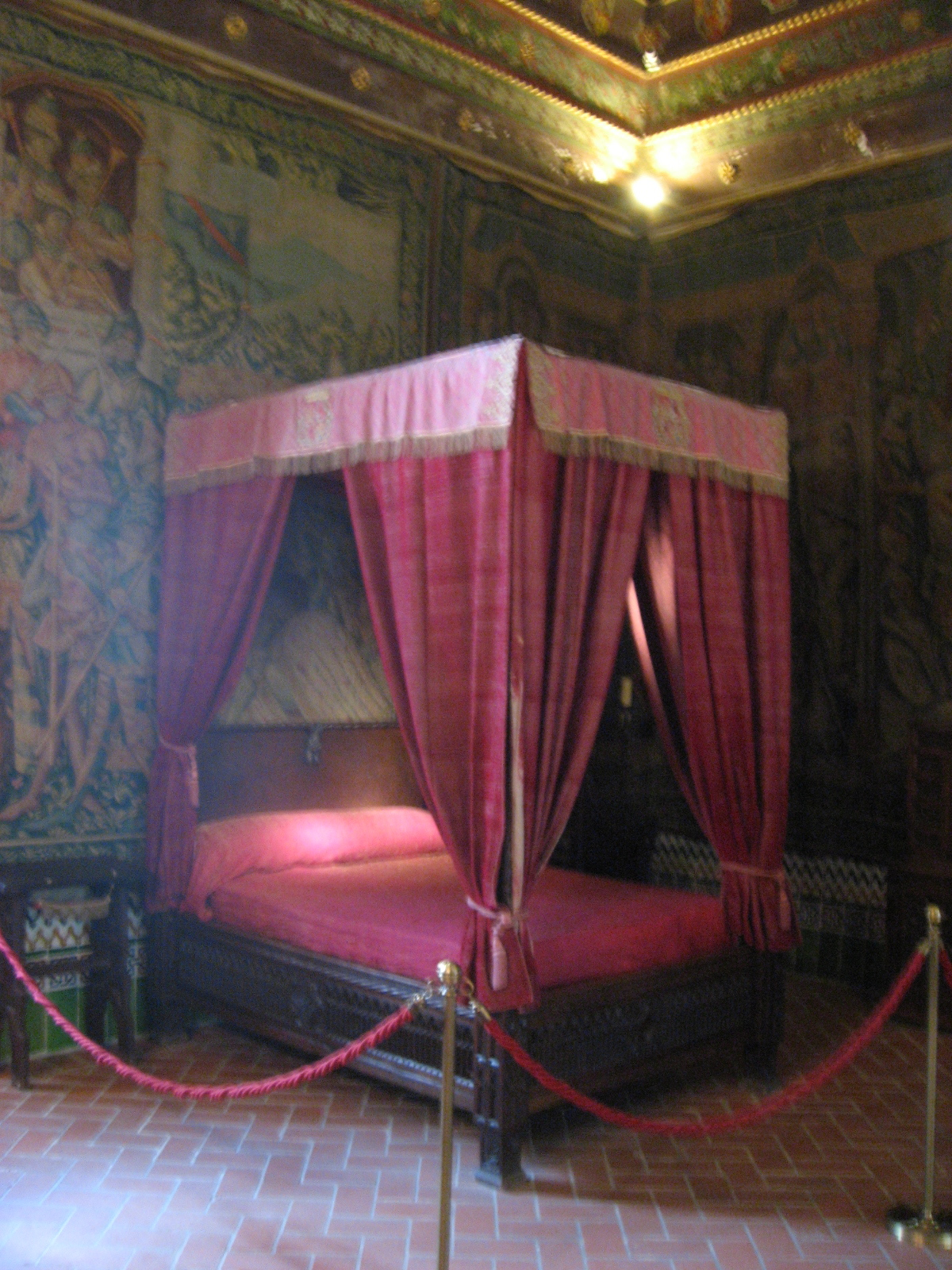
Camara Regia

#### Sala de las Piñas
Su nombre se debe a los motivos de decoración del artesonado. En el friso pueden observarse ángeles portando el escudo de armas de Castilla y León. La vidriera representa a Alfonso VIII con su hija Berenguela.

#### Cámara Regia
Era la habitación privada del rey, en sus muros pueden observarse escenas de la vida en familia de los Reyes Católicos. La cama que preside la estancia tiene una cubierta de brocado tejida en oro.

#### Sala de los Reyes

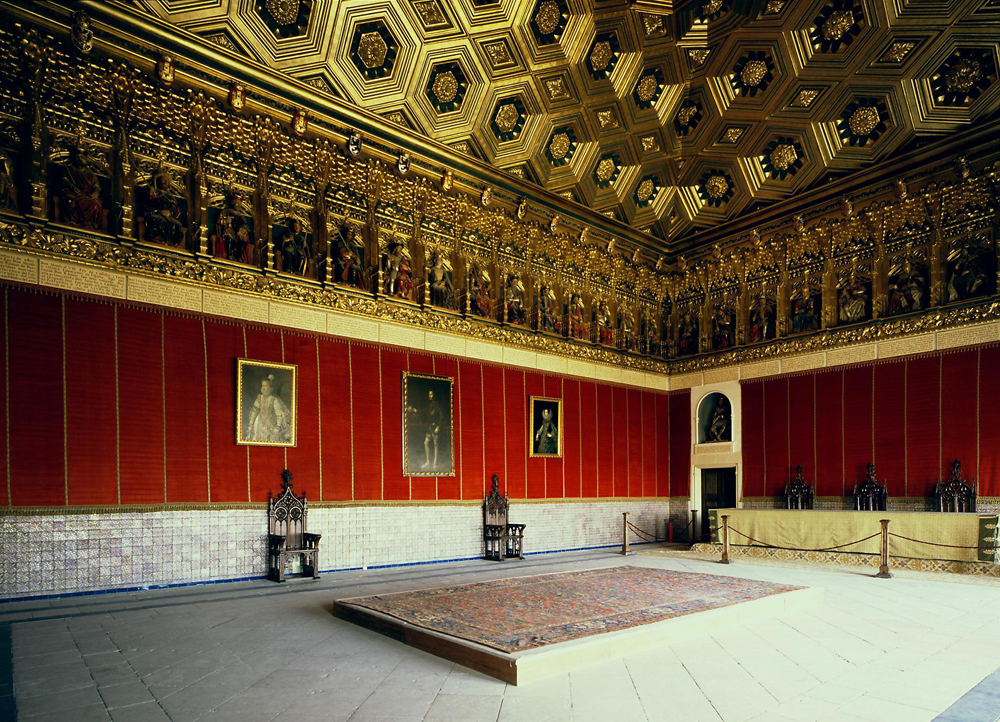
Sala de Reyes de León y Castilla.

Felipe II encargó a Hernando de Ávila el diseño de las estatuas correspondientes a los reyes de Asturias, León y Castilla. Una de las pinturas de la sala es un retrato del propio Felipe II y las otras dos son sendos retratos de dos de sus esposas, Isabel de Valois y Ana de Austria.

#### Sala del Cordón
Su nombre se debe a que está rodeado por las paredes, de un cordón largo y dorado. Representa el cordón franciscano por penitencia de Alfonso X por su desmedido orgullo. En la Sala del Cordón se encuentra una pequeña capilla donde los reyes escuchaban misa.

#### Sala de Armas o Real Armería
El alcázar albergó desde sus inicios la armería de la Casa de Trastámara y fue el precedente de las colecciones de armas que finalmente se reunieron en la Real Armería de Madrid.
La Armería es una sala que refleja el estilo castrense del Alcázar y cuenta con una bóveda de cañón apuntado y dos ventanas geminadas.
Se encuentra situada en la planta baja de la Torre del Homenaje y actualmente alberga una gran cantidad de piezas de armadura, espadas, lanzas, alabardas, morteros, culebrinas y bombardas, así como antiguas banderas con heráldica.
También se encuentra en la sala una ballesta conocida como la ballesta de Carlos V, que se cree que perteneció al emperador y que se destaca por su riqueza ornamental y su semejanza con la que se ve en un cuadro de Lucas Cranach.

#### Cámara del tesoro
Una pequeña puerta de la Sala de armas del Alcázar, con delicada reja románica, procedente del palacio fortaleza segoviano conocido como la Torre de Hércules, da acceso a la antigua cámara del tesoro donde, hasta tiempos de los Reyes Católicos, se guardaban los caudales del reino de Castilla y los títulos de propiedades del reino, conocido como el tesoro de los alcázares de Segovia. 
El Alcázar era, además de Palacio Real de Castilla, guardián de los fabulosos tesoros de los Trastámara. De su custodia se encargaba el tesorero de la fortaleza que junto con el alcaide, eran sin duda los oficios más antiguos de cuantos han existido en Segovia, con su origen por los años de 1088. 
Cuentan las crónicas que los últimos dineros que de aquí salieron, fueron para costear el viaje de Colón a las Indias y al morir la Reina Católica la mayor parte del tesoro regio se había perdido.
Hoy la cámara del tesoro tan solo alberga unos viejos arcones con sofisticados cierres de seguridad, como testimonio de lo que fue en lejanos tiempos.

#### Museo del Real Colegio de Artillería
Se encuentra en uno de los laterales del patio de Armas, extendiéndose por la zona sur. Sirve como muestra de los años en los que el Alcázar sirvió como Colegio de Artillería. En él se exponen documentos, maquetas, armas, y uniformes de los siglos XVIII y XIX.

##### Archivo General Militar de Segovia
Alberga además el Archivo General Militar de Segovia, el archivo histórico más antiguo de las Fuerzas Armadas de España.

## En la cultura popular
- El Alcázar sirvió de inspiración en algunas de las películas de Walt Disney más icónicas. Las similitudes entre Segovia y Cenicienta se pueden encontrar en la fachada de ladrillo de los edificios, las torres y la ubicación. También sirvió para levantar el castillo de la Reina en Blancanieves y los siete enanitos.[20][21]
- Las salas de Reyes y del Trono del Alcázar de Segovia fueron los espacios utilizados para el rodaje del filme de John Glenn Cristóbal Colón: el Descubrimiento, Las escenas representan el encuentro que los Reyes Católicos tuvieron con Colón en el medieval alcázar segoviano antes de que el descubridor emprendiera viaje hacia América y contaron entre otros actores con Marlon Brando,[22] Tom Selleck y Raquel Ward.
- Mister Arkadin (Mr. Arkadin) (1955) de Orson Welles tuvo como uno de sus escenarios el Alcázar de Segovia,[23] castillo del protagonista.
- La princesa de Éboli (Título original That Lady) es una película de 1955, dirigida por Terence Young y protagonizada por Olivia de Havilland. En dicha película, el Alcázar se usa como representación del Palacio del Duque de Pastrana en Guadalajara.[24]
- El Alcázar de Segovia sirvió como escenario de la casa francesa de Sir Lancelot du Lac, Joyous Gard, en la película-musical de 1967 Camelot.
- Algunas escenas del interior del palacio han aparecido en series españolas de televisión como Isabel y Águila Roja.[25]
- La nueva serie ‘La rueda del tiempo’, una superproducción de Amazon Prime, recaló en la fortaleza en diciembre de 2020[26] para realizar algunas de sus escenas. Entre los espacios donde se desarrolló el rodaje, se grabó una corta toma en las puertas del Alcázar, pero la mayoría de las escenas fueron recogidas en el interior del palacio-fortaleza, en concreto en la Terraza del Pozo y en la Terraza de Moros.
- En la famosa saga Castlevania contamos también con representación del Alcázar de Segovia.[27] Fue el castillo elegido para adornar los manuales de Akumajou Dracula X68000 y de la versión de Sega Saturn del SoTN: Nocturne in the Moonlight. Además, fue elegido como cartel de la cancelada película en imagen real.
- Aparece representado como el castillo de Koka[28] en el aclamado manga Berserk, siendo la primera fortaleza dibujada en la obra.
- Es uno de los fondos de pantalla del videojuego Super Pang.[29]
- El Alcázar aparece en el capítulo 20 de la temporada 20 de Los Simpson titulado ‘Cuatro grandes mujeres y una manicura’.[30]